# Всеобщие выборы в Гватемале (2011)
Президентские и парламентские выборы в Гватемале прошли 11 сентября 2011 года, второй тур президентских выборов прошёл 6 ноября. В ходе выборов избираются президент, вице-президент, 158 членов Конгресса, 333 алькальда (мэра) и депутаты Центральноамериканского парламента — все на четырёхлетний срок. В выборах могли принять участие 7 340 841 человек. Новым президентом Гватемалы был избран Отто Перес Молина.

## Президентские выборы
В соответствии с конституцией, действующий президент Альваро Колом не имел права выдвигать свою кандидатуру.
Заметные кандидаты в президенты:
- Отто Перес Молина — бывший военный, сторонник жёстких мер в борьбе с наркомафией и преступностью
- Мануэль Бальдисон — предприниматель
- Ригоберта Менчу — защитница прав коренного населения Гватемалы, лауреат Нобелевской премии мира 1992 года

Результаты выборов
| Кандидат             | Партия                               | I тур              | II тур             |
| -------------------- | ------------------------------------ | ------------------ | ------------------ |
| Отто Перес Молина    | Патриотическая партия                | 1 610 690 (36,02%) | 2 300 874 (53,74%) |
| Мануэль Бальдисон    | Обновлённая демократическая свобода  | 1 037 939 (23,21%) | 1 980 819 (46,26%) |
| Эдуардо Сухер        | Компромисс, обновление и закон       | 732 314 (16,38%)   |                    |
| Марио Эстрада        | Союз за националистические изменения | 383 456 (8,57%)    |                    |
| Харольд Кабальерос   | ВЦ—СЗГ                               | 275 117 (6,15%)    |                    |
| Ригоберта Менчу      | ГНРЕ, АНН и «Уинак»                  | 146 327 (3,27%)    |                    |
| Хуан Гутьеррес       |                                      | 123 580 (2,76%)    |                    |
| Патрисия де Арсу     | Юнионистская партия                  | 97 277 (2,18%)     |                    |
| Алехандро Джамматтеи | Центр социального действия           | 46 402 (1,04%)     |                    |
| Адела де Торребьярте |                                      | 19 035 (0,43%)     |                    |

В выборах также намеревалась участвовать Сандра Торрес, супруга действующего президента Альваро Колома, что вызвало широкий общественный резонанс. Вскоре, однако, она была снята с выборов в судебном порядке, поскольку была признана членом семьи действующего президента (конституция требует, чтобы ни один из его родственников и членов семьи в выборах не участвовал). Из-за этого правящая коалиция UNE—GANA (Национальный союз надежды и Великий национальный альянс) не будет представлена собственными кандидатами в президентской гонке.
Поскольку ни один из кандидатов не сумел набрать более половины голосов избирателей, 6 ноября состоится второй тур выборов. По данным предвыборных опросов, Отто Перес может рассчитывать примерно на 48% голосов. По предварительным данным, во второй тур вышли Отто Перес Молина (около 36% голосов) и Мануэль Бальдисон (около 23%).

## Парламентские выборы
31 депутат был избран по общенациональному списку, остальные 127 — по спискам в департаментах (от 1 депутата в Эль-Прогресо до 19 в Центральном округе города Гватемала).
- Патриотическая партия — 56 мест (▲26)
- UNE—GANA (Национальный союз надежды и Великий национальный альянс) — 48 мест (▼37)
- Союз за националистические изменения — 14 мест (▲10)
- Обновлённая демократическая свобода — 14 мест (▲14)
- Компромисс, обновление и закон — 12 мест (▲12)
- ВЦ–СЗГ — 6 места (▲2)
- Широкий Фронт (ГНРЕ–АНН–«Уинак») — 3 места (▲1)
- Национальное движение — 2 мест (▼2)
- Гватемальский республиканский фронт — 1 место (▼14)
- Юнионистская партия — 1 место (▼7)
- ВИКТОРИЯ — 1 место (▲1)
- Центр социального действия — 0 мест (▼5)